# Brachysteles parvicornis
Brachysteles parvicornis är en insektsart som först beskrevs av Costa 1847.  Brachysteles parvicornis ingår i släktet Brachysteles och familjen näbbskinnbaggar. Arten är reproducerande i Sverige. Inga underarter finns listade i Catalogue of Life.